# Демократична республіка
Демократична республіка — це країна, яка одночасно є і республікою, і демократією. Це означає, що люди впливають на те, як управляється їхня громада. Країни, які називають себе демократичними республіками, не завжди проводять вільні і справедливі вибори. Наприклад, Німецька Демократична Республіка — колишня соціалістична диктатура.